# 수도회부
수도회성(修道會部, 라틴어: Congregatio pro Institutis Vitae Consecratae et Societatibus Vitae Apostolicae)은 회원의 입회와 육성, 승인과 해체, 관리 감독, 학습, 재산 관리, 서원에 대한 관면과 회원의 퇴회 등 봉헌생활회(남녀수도회 및 재속회)와 사도생활단과 관련된 모든 것을 총괄하는 교황청의 심의회이다.
기독교 역사에서, 수도회성의 기원은 1586년 5월 27일 교황 식스토 5세가 설립한 ‘수도자자문성성(S.C. super consultationibus regularium)’이다. 기관의 이름은 1908년에 수도회업무성성으로 변경되었으며, 1967년에는 교황 바오로 6세에 의해 다시 수도자 및 재속회성로 변경되었다. 그리고 최종적으로 1988년 교황 요한 바오로 2세에 의해 지금의 봉헌생활회 및 사도생활단성으로 이름을 바꾸었으며, 한국에서는 편의상 수도회성이라고 부른다.

## 1899년 이래 역대 장관
- 지롤라모 마리아 고티 (1899-1902)
- 호세 칼라상 비베스 디 투토 (1908-1913)
- 오타비오 카지아노 데 아제베도 (1913-1915)
- 도메니코 세라피니 (1916)
- 디오메데 팔코니오 (1916-1917)
- 줄리오 톤티 (1917-1918)
- 라파엘레 스카피넬리 디 레귀노 (1918-1920)
- 테오도로 발프레 디 본초 (1920-1922)
- 카밀리오 라우렌티 (1922-1928)
- 알렉시 레피시에 (1928-1935)
- 빈첸초 라푸마 (1935-1943)
- 루이지 라비트라노 (1945-1950)
- 클레멘테 미카라 (1950-1953)
- 발레리오 발레리 (1953-1963)
- 일데브란도 안토누티 (1963-1973)
- 아르투로 타베라 아로아즈 (1973-1975)
- 에두아르도 피로니오 (장관 서리 1975-1976, 장관 1976-1984)
- 장 제롬 하머, (장관 서리 1984-1985, 장관 1985-1992)
- 에두아르도 마르티네즈 소말로 (1992-2004)
- 프랑크 로드 (2004-2011)
- 주앙 브라스 지 아비스 (2011-)